# کوتا واتانابه (بازیکن هاکی روی چمن)
کوتا واتانابه (انگلیسی: Kota Watanabe؛ 渡辺 皓太, Watanabe Kōta) متولد 18 اکتبر 1998، بازیکن هاکی روی چمن , اهل ژاپن و بازیکن فوتبال ژاپنی است که در تیم یوکوهاما اف. مارینوس بازی می‌کند. او کار حرفه‌ای خود را در سال 2016 با باشگاه توکیو وردی آغاز کرد و از سال 2019 به یوکوهاما اف. مارینوس پیوست. در سال 2019، او به تیم ملی ژاپن برای شرکت در کوپا آمریکا دعوت شد.

### آمار باشگاهی
- توکیو وردی: 2016-2019، 90 بازی، 4 گل
- یوکوهاما اف. مارینوس: 2019-اکنون، 121 بازی، 5 گل

### افتخارات
- یوکوهاما اف. مارینوس: قهرمانی لیگ جی1 در سال‌های 2019 و 2022